# Авъл Семпроний Атрацин (консул 497 пр.н.е.)
Вижте пояснителната страница за други личности с името Авъл Семпроний Атрацин.
Авъл Семпроний Атрацин (на латински: Aulus Sempronius Atratinus) e римски политик на ранната Римска република. Той е консул през 497 и 491 пр.н.е. с колега през двете години Марк Минуций Авгурин.
Атрацин произлиза от старата патрицианската фамилия Семпронии. Той е баща на Авъл Семпроний Атрацин, (военен трибун 444 пр.н.е.) и на Луций Семпроний Атрацин, (консул 444 пр.н.е. и цензор 443 пр.н.е.).
През първия си консулат той освещава храм на бог Сатурн на Форум Романум и подарява нужните сатурнали.
Семпроний Атрацин е през 487 пр.н.е. градски префект на Рим и през 486 пр.н.е. оратор в сената при аграрните закони на Спурий Касий Вецелин. През 482 пр.н.е. той е първият interrex на Републиката.